# Arthur Clifton
Philip Antony Corri (también conocido como Arthur Clifton) (1784 - 1832) fue un compositor, nacido en Edimburgo, que trabajó en Londres y Baltimore, Maryland. Comenzó a componer en 1802. Ayudó a fundar la London Philharmonic Society y la Royal Academy of Music.
En la década de 1820, Corri adoptó el nombre de Arthur Clifton y se estableció en Baltimore, donde se ejerció como organista de iglesia y jugó un papel activo en el teatro local. Escribió sobre los diferentes métodos de educación musical y compuso varias piezas, la más importante, una ópera llamada La Empresa.